# Abròscop cellablanc
L'abròscop cellablanc (Abroscopus superciliaris) és una espècie d'ocell de la família dels cètids (Cettiidae). Habita boscos i formacions de bambú, al nord-est d'Índia i Nepal, Bangladesh, sud-oest de la Xina, Myanmar, Tailàndia, Indoxina, Malaia, Sumatra, Java i Borneo. El seu estat de conservació es considera de risc mínim.